# Hydroporus georgicus
Hydroporus georgicus là một loài bọ cánh cứng trong họ Bọ nước. Loài này được Bilyashiwski miêu tả khoa học năm 2004.